# Johnny Palacios
Johnny Eulogio Palacios Suazo (La Ceiba, Honduras, 20 de diciembre de 1986) es un exfutbolista hondureño que jugó como defensa.

## Trayectoria
Solamente jugó fútbol profesional en el Club Deportivo Olimpia, donde consiguió 20 títulos con el equipo.

## Vida personal
Sus hermanos son Milton, Jerry, Wilson y Edwin René Palacios. El 30 de octubre de 2007, Edwin, de 16 años, fue secuestrado en La Ceiba. Fue encontrado muerto un año y siete meses después, en Omoa.

## Selección nacional
Fue internacional con la selección de Honduras en 42 ocasiones, sin anotar goles. Hizo su debut en un partido de la Copa de Oro de la Concacaf 2009 contra Granada. En la Copa del Mundo de 2010, que se celebró en Sudáfrica, Honduras logró una distinción histórica al tener a los hermanos Jerry, Johnny y Wilson en su plantilla. Se convirtieron en el primer trío de hermanos en representar a una sola nación en la Copa del Mundo. Sin embargo, Johnny no jugó ningún partido.

### Participaciones en Copas del Mundo
| Mundial                        | Sede      | Resultado      | Partidos | Goles |
| ------------------------------ | --------- | -------------- | -------- | ----- |
| Copa Mundial de Fútbol de 2010 | Sudáfrica | Fase de grupos | 0        | 0     |

### Participaciones en Juegos Olímpicos
| Olimpiada                               | Sede   | Resultado    | Partidos | Goles |
| --------------------------------------- | ------ | ------------ | -------- | ----- |
| Juegos Olímpicos de Río de Janeiro 2016 | Brasil | Cuarto lugar | 4        | 0     |

### Participaciones en Copas de Oro
| Copa                            | Sede                  | Resultado      | Partidos | Goles |
| ------------------------------- | --------------------- | -------------- | -------- | ----- |
| Copa de Oro de la Concacaf 2009 | Estados Unidos        | Semifinales    | 2        | 0     |
| Copa de Oro de la Concacaf 2013 | Estados Unidos        | Semifinales    | 2        | 0     |
| Copa de Oro de la Concacaf 2015 | Estados Unidos Canadá | Fase de grupos | 3        | 0     |

## Equipos
| Equipo     | País     | Año       |
| ---------- | -------- | --------- |
| CD Olimpia | Honduras | 2006-2019 |

## Palmarés

### Campeonatos nacionales
| Título           | Equipo     | País     | Año  |
| ---------------- | ---------- | -------- | ---- |
| Torneo Clausura  | CD Olimpia | Honduras | 2008 |
| Torneo Clausura  | CD Olimpia | Honduras | 2009 |
| Torneo Clausura  | CD Olimpia | Honduras | 2010 |
| Torneo Apertura  | CD Olimpia | Honduras | 2011 |
| Torneo Clausura  | CD Olimpia | Honduras | 2012 |
| Torneo Apertura  | CD Olimpia | Honduras | 2012 |
| Torneo Clausura  | CD Olimpia | Honduras | 2013 |
| Torneo Clausura  | CD Olimpia | Honduras | 2014 |
| Torneo Clausura  | CD Olimpia | Honduras | 2015 |
| Copa de Honduras | CD Olimpia | Honduras | 2015 |
| Torneo Clausura  | CD Olimpia | Honduras | 2016 |
| Torneo Apertura  | CD Olimpia | Honduras | 2019 |

### Copas internacionales
| Título               | Equipo     | Sede                  | Año  |
| -------------------- | ---------- | --------------------- | ---- |
| Copa Centroamericana | Honduras   | Panamá                | 2011 |
| Liga Concacaf        | CD Olimpia | San José (Costa Rica) | 2017 |